# Mata Ratos
 Mata Ratos fue una revista de humor publicada en Barcelona entre 1964 y 1974 por Ibero Mundial de Ediciones, con unos 281 números publicados. Caracterizada por su eclecticismo y su falta de pretensiones, jugaba a mezclar humor y erotismo de manera un poco burda, pero logró sobrevivir durante una larga temporada, y acogió por primera vez muchos dibujantes de la nueva generación del posfranquismo como Max, Fer o Toni Batllori.

## Trayectoria
Seguimos la división en épocas que consta en el libro Revistes d'Humor a Catalunya 1972-1992 (enlace roto disponible en Internet Archive; véase el historial, la primera versión y la última).. (Col.legi de periodistes de Catalunya, Barcelona, 1996) de Joaquim Roglan.

### Primera época
Editada por Ibero Mundial de Ediciones, el primer número salió a la luz el 17 de mayo de 1965. Su periodicidad era semanal y formaban parte de su equipo redaccional dibujantes como Raf, Vicar, José Royo, Bernet Toledano, Mingo y Beltrán, además de colaboraciones literarias como las de Noel Clarasó o pasatiempos hechos por Ocón de Oro.
En el número 102 hay una serie de cambios de formato, por lo que se considera que inicia una segunda etapa dentro de esta primera época. A partir del número 140 las cubiertas pasan a ser a todo color, y aparece el nombre del director: Ángel Cuevas Matos. La dirección artística corre a cargo de Carlos Conti, y hay toda una serie de nuevos fichajes, como Perich, Gin, Alfonso Figueras, Enrich, Pañella, Cesc, Julio Cebrián, Luis, Serafín, Picanyol, Inglés, Ricardo, Allué, Torá, Petrus, Tran, Cubero, García Lorente, Aceite, Ja, Oscar, Ivà y Tom, además de textos firmados por Armando Matías Guiu , Turnes, Richart y Pepe Grey (pseudónimo de PGarcía).
El final de esta época de la revista, se viviría con un nuevo giro en su orientación, que incorpora el subtítulo de "revista de humor para adultos" y reúne dibujantes como Vallés, Romeu, Bardagí, Irasaqui, Fer, Joma y Ludovico (seudónimo de Arnal Ballester).

### Segunda época
En su última época, la revista se vuelve más contestataria y menos erótica; comienza la numeración desde cero, pasa a ser editada por Garbo Editorial, y la dirección corre a cargo de Tom y Romeu, la misma pareja que años más adelante fundaría El Jueves, y harían - junto con Perich - de guionistas de Filiprim. Como redactor jefe figura Luis Vigil y firman escritores como Moncho Alpuente, Antonio Álvarez-Solís, Bardagí, José González, Maruja Torres y Carmen Umbau; los principales dibujantes serán Kim, Martinmorales, Keiser, Esparbé, Galileo y Carlos Giménez.

### Tercera época
Mata Ratos abandona su nombre de Mata Ratos, y en marzo de 1977 apareció en los quioscos con el de Eh!. Producida por el mismo equipo de dibujantes y redactores, duró unos pocos meses antes de desaparecer definitivamente de los quioscos.

## Valoración
Según Joaquim Roglan, "Mata Ratos quiso aportar un poco de madurez en el país con unas portadas que para la época resultaron escandalosas."
En general, Iván Tubau llegó a afirmar que Mata Ratos "no es una gran revista de humor (...) pero algunas de sus secciones ofrecen un cierto interés." También explica que la revista pronto "comprendió que por el camino del humor erótico no se podía ir muy lejos y pronto prestó atención al humor español de cierta calidad (...) alternando nombres consagrados (Clarasó, Carlos Conti....) con los de nuevos valores que aparecían, llenos de ideas y con pocas pretensiones económicas." Y es que, como explicó Jordi Costa, Mata Ratos fue:

una auténtica zona de tránsito donde recalaron históricos de Bruguera, futuros motores de la contracultura y los miembros de ese revelo generacional en la especialidad de la historieta cómica que años más tarde fundarían El Jueves.